# Естансія (Нью-Мексико)
Естансія (англ. Estancia) — місто (англ. town) в США, в окрузі Торренс штату Нью-Мексико. Населення — 1242 особи (2020).

## Географія
Естансія розташована за координатами 34°45′46″ пн. ш. 106°1′24″ зх. д. / 34.76278° пн. ш. 106.02333° зх. д. (34.762762, -106.023460).  За даними Бюро перепису населення США в 2010 році місто мало площу 14,94 км², з яких 14,88 км² — суходіл та 0,06 км² — водойми.

### Клімат
| Клімат : Естансія                        | Клімат : Естансія | Клімат : Естансія | Клімат : Естансія | Клімат : Естансія | Клімат : Естансія | Клімат : Естансія | Клімат : Естансія | Клімат : Естансія | Клімат : Естансія | Клімат : Естансія | Клімат : Естансія | Клімат : Естансія | Клімат : Естансія |
| Показник                                 | Січ.              | Лют.              | Бер.              | Квіт.             | Трав.             | Черв.             | Лип.              | Серп.             | Вер.              | Жовт.             | Лист.             | Груд.             | Рік               |
| Абсолютний максимум, °C                  | 21,7              | 25,0              | 28,9              | 31,1              | 35,6              | 40,0              | 39,4              | 36,7              | 35,6              | 31,7              | 26,1              | 23,3              | 40,0              |
| Середній максимум, °C                    | 8,0               | 10,6              | 14,8              | 19,8              | 24,7              | 30,2              | 31,4              | 29,9              | 26,6              | 20,9              | 14,1              | 8,7               | 20,0              |
| Середній мінімум, °C                     | −9,1              | −6,8              | −4,2              | −0,4              | 3,9               | 8,3               | 11,7              | 11,1              | 6,8               | 0,4               | −5,4              | −9,3              | 0,6               |
| Абсолютний мінімум, °C                   | −38,3             | −34,4             | −22,8             | −16,7             | −11,1             | −5                | 1,7               | 0,6               | −6,7              | −15,6             | −30               | −36,1             | −38,3             |
| Норма опадів, мм                         | 13                | 13                | 15                | 17                | 25                | 23                | 56                | 60                | 39                | 32                | 14                | 19                | 326               |
| ---------------------------------------- | ----------------- | ----------------- | ----------------- | ----------------- | ----------------- | ----------------- | ----------------- | ----------------- | ----------------- | ----------------- | ----------------- | ----------------- | ----------------- |
| Джерело: Western Regional Climate Center |                   |                   |                   |                   |                   |                   |                   |                   |                   |                   |                   |                   |                   |

## Демографія
Згідно з переписом 2010 року, у місті мешкало 1655 осіб у 410 домогосподарствах у складі 270 родин. Густота населення становила 111 особа/км².  Було 492 помешкання (33/км²).
Расовий склад населення:
| - 70,0 % — білих - 5,5 % — корінних американців - 3,4 % — чорних або афроамериканців - 0,3 % — азіатів - 0,2 % — вихідців з тихоокеанських островів - 17,0 % — осіб інших рас |

До двох чи більше рас належало 3,6 %. Частка іспаномовних становила 47,3 % від усіх жителів.
За віковим діапазоном населення розподілялося таким чином: 18,7 % — особи молодші 18 років, 70,4 % — особи у віці 18—64 років, 10,9 % — особи у віці 65 років та старші. Медіана віку мешканця становила 34,5 року. На 100 осіб жіночої статі у місті припадало 182,9 чоловіків;  на 100 жінок у віці від 18 років та старших — 212,3 чоловіків також старших 18 років.
Середній дохід на одне домашнє господарство  становив 39 519 доларів США (медіана — 28 587), а середній дохід на одну сім'ю — 44 294 долари (медіана — 30 000). За межею бідності перебувало 41,6 % осіб, у тому числі 57,1 % дітей у віці до 18 років та 18,0 % осіб у віці 65 років та старших.
Цивільне працевлаштоване населення становило 260 осіб. Основні галузі зайнятості: освіта, охорона здоров'я та соціальна допомога — 25,8 %, публічна адміністрація — 17,7 %, роздрібна торгівля — 14,6 %, сільське господарство, лісництво, риболовля — 12,7 %.